# 黎材
黎材（1508年—？年），字用卿，廣東廣州府順德縣人，明朝政治人物。

## 生平
嘉靖十三年（1534年）甲午科廣東鄉試第六十二名舉人，嘉靖二十年（1541年）辛丑科進士。嘉靖二十六年（1547年）任廣西桂林府知府。

## 家族
曾祖黎敏寬，祖黎忠佐，父黎庇，母張氏。